# 紫杉烷
紫杉烷，又名红豆杉烷、塔三烷，是二萜类化合物的一个子类。紫杉烷类化合物最早是从紫杉中分离而来，故名紫杉烷。
紫杉烷类化合物一般是紫杉二烯的衍生物。这类化合物一般通过抑制有丝分裂起到杀灭肿瘤细胞的作用。属紫杉烷类的紫杉醇与欧洲紫杉醇是常见的化疗药物。
因紫杉烷类化合物普遍具有水溶性低的性质，紫杉烷类化合物的药物制剂难度较大。

## 历史
第一种发现具有药用价值的紫杉烷类化合物是紫杉醇。1960年至1981年之间，为寻找潜在的抗肿瘤活性物质，美国国家癌症研究所（NCI）与美国农业部合作，对提取自15,000种植物的115,000种提取物进行了测试。1962年，研究人员于太平洋紫杉的树皮中分离出紫杉醇。1971年，紫杉醇的结构获得报导；1978年，发现紫杉醇具有抗肿瘤活性。
除紫杉外，欧洲榛的壳与叶中也含有紫杉烷类化合物。
紫杉烷类药物尚未实现全合成，但目前已实现以红豆杉枝条、树叶中分离的巴卡亭III为原料半合成紫杉醇或欧洲紫杉醇。

## 药理学
细胞有丝分裂过程会发生细胞内微管网络的重构，纺锤丝就是由微管构成的。紫杉烷类化合物的作用机制一般是通过促进微管蛋白的聚合、增强微管纤维的稳定性达到抑制细胞有丝分裂的作用，进而杀灭有丝分裂活跃的癌细胞。因微管对神经元突触发挥正常功能是不可或缺的，周围神经系统病变是紫杉烷类药物常见的一种药物不良反应。根据统计，11%-64%使用欧洲紫杉醇治疗的病人、57%-83%使用紫杉醇的病人会出现由相关药物引发的周围神经系统病变。
紫杉烷类药物能用于治疗小细胞肺癌、乳腺癌，以及卵巢癌。